# Alberto Martín Acosta
Alberto Martín Acosta Martínez (Montevidéu, 13 de janeiro de 1977) é um ex-futebolista uruguaio naturalizado brasileiro que atuava como centroavante. É filho do também futebolista Juan Alberto Acosta Silva, conhecido por suas passagens pelo Nacional, Newell's Old Boys, Real Madrid e Rayo Vallecano.
Acosta iniciou sua trajetória profissional no Defensor Sporting, um dos clubes tradicionais do Uruguai. No entanto, foi com a camisa do Cerrito que ganhou notoriedade no futebol uruguaio, sendo peça-chave na ascensão do clube e conquistando o título da Segunda Divisão Uruguaia em 2003. Suas atuações chamaram a atenção de grandes clubes, levando-o a ter uma passagem pelo Peñarol no ano de 2006. Apesar de ter atuado em um período de instabilidade para o clube, Acosta teve atuações importantes, incluindo participações decisivas em clássicos contra o Nacional.
No ano de 2007, defendendo o Náutico, o jogador protagonizou atuações memoráveis e foi vice-artilheiro da Série A do Campeonato Brasileiro. Além dos 19 gols marcados, o uruguaio brilhou ao marcar quatro vezes numa goleada por 4–1 contra o Botafogo, no Estádio dos Aflitos. Seu desempenho excepcional lhe rendeu o prêmio Bola de Prata da revista Placar, além de um status de ídolo entre os torcedores alvirrubros. Em 2008, após o destaque no Timbu, Acosta foi contratado pelo Corinthians, que buscava reforçar o ataque para a disputa da Série B. No entanto, sua passagem pelo clube paulista não teve o mesmo brilho, e Acosta deixou a equipe ao fim da temporada do ano seguinte. Após uma carreira marcada por passagens por diversos clubes do Uruguai, Argentina e Brasil, o jogador encerrou sua trajetória no futebol profissional no final da década de 2010. Seu último clube registrado foi o Capital Futebol Clube do estado do Tocantins, equipe onde havia se destacado anteriormente e para a qual retornou nos últimos anos de sua carreira.

## Carreira

### Cerrito
Contratado pelo Cerrito em 2000, Beto Acosta defendeu o clube até 2003. Durante esse período, tornou-se ídolo e foi peça fundamental no time, por onde disputou 294 partidas e marcou 111 gols. Além de sua capacidade goleadora, destacou-se como capitão da equipe em mais de 60 partidas.
O momento mais marcante de sua passagem pelo Cerrito foi a conquista da segunda divisão do Campeonato Uruguaio de 2003, que garantiu o acesso do clube à elite do futebol uruguaio. Seu desempenho chamou a atenção de grandes clubes, resultando em sua transferência para o Peñarol em 2005, onde conquistou a Copa Montevideo em 2006.

### Peñarol
Após destacar-se no Cerrito e conquistar a segunda divisão uruguaia, transferiu-se para o Peñarol em 2005, realizando assim o sonho de jogar pelo clube de sua infância. Inicialmente, Acosta estava prestes a assinar com o Nacional, rival do Peñarol, e deveria se apresentar para a pré-temporada em Punta del Este. No entanto, uma intervenção de Vito Atijas, dirigente do Peñarol, mudou o curso dos acontecimentos. Atijas expressou interesse em contar com Acosta na equipe aurinegra, apesar de o presidente José Pedro Damiani e o treinador Fernando Morena não estarem inicialmente convencidos de sua contratação. Acosta, torcedor declarado do Peñarol desde a infância, optou por aceitar a oferta, mesmo sendo financeiramente inferior à proposta do Nacional. O jogador destacou que seu avô o levava ao Estádio Centenario para assistir aos jogos do Peñarol, o que reforçou sua decisão de jogar pelo clube de seus amores.
Durante a temporada de 2005, Acosta teve atuações significativas pelo Peñarol. No dia 15 de outubro, marcou um dos gols na vitória por 4–1 sobre o Deportivo Colonia.
Em fevereiro de 2006, durante um treino em Los Aromos, o treinador Luis Garisto escalou Acosta como titular ao lado de Walter Guglielmone no ataque. Nesse treinamento, os titulares venceram a equipe de reservas por 4–1, com Acosta contribuindo com um dos gols. Garisto expressou confiança no potencial do atacante, afirmando que ele poderia se tornar o artilheiro da equipe. Durante sua passagem pelo Peñarol, Acosta participou de 41 partidas e marcou 28 gols. Além disso, conquistou a Copa Montevideo em 2006, um torneio amistoso de pré-temporada que contou com a participação de diversas equipes sul-americanas.

### Náutico
Após destacar-se no futebol uruguaio, especialmente no Peñarol, Acosta foi contratado pelo Náutico no início de 2007.
Ao longo da temporada, além de ter marcado alguns gols no Campeonato Pernambucano, o atacante destacou-se na Série A do Campeonato Brasileiro. Um dos momentos mais memoráveis ocorreu no dia 9 de setembro, quando o Náutico enfrentou o Botafogo no Estádio dos Aflitos. Principal destaque desse jogo, Acosta brilhou e marcou quatro vezes na goleada por 4–1. Com esse poker, o uruguaio tornou-se o primeiro estrangeiro a marcar quatro gols em uma única partida da Série A.
Além desse desempenho histórico, Acosta encerrou o campeonato como vice-artilheiro, com 19 gols, ficando atrás apenas de Josiel, do Paraná, que marcou 20 vezes. Sua performance rendeu-lhe o prêmio Bola de Prata da revista Placar, reconhecendo-o como um dos melhores atacantes da competição, com premiação oficial da CBF. Também no Timbu, o jogador ganhou o apelido de Lula Molusco dos torcedores e da imprensa pernambucana, por ser muito parecido com o personagem do desenho animado Bob Esponja.
No mesmo ano, Acosta sofreu um acidente de carro na Zona Oeste do Recife. No dia 13 de novembro, o jogador, que dirigia um Citroën Xsara Picasso, acompanhado de um casal no banco traseiro, colidiu frontalmente em um Ford Ranger no cruzamento entre as ruas Cosme Viana e Estrada Velha do Bongi. Após colidir, seu carro chegou a capotar e ficou preso entre um poste e o muro de uma casa de número 167. O motorista da Ranger, Flávio Rubens Bérgamo de Almeida, foi levado ao Hospital Getúlio Vargas, consciente, sentindo dores no lado esquerdo do corpo e com ferimentos na perna. O veículo de Acosta ficou com a frente completamente destruída. Ambos os carros possuíam airbag, equipamento que, segundo o Corpo de Bombeiros, minimizou a gravidade dos ferimentos.
O jogador deixou o Real Hospital Português no dia 16 de novembro, uma vez que estava consciente e articulava bem as ideias, recebeu alta e foi liberado para a realização de atividades físicas no Náutico.
Graças ao bom futebol demonstrado, Acosta passou a ser sondado por outras grandes equipes do futebol brasileiro, como Santos, Cruzeiro, Fluminense e São Paulo. A identificação com o clube alvirrubro foi tanta que em 2018, ao comentar sua passagem pelo Náutico, o jogador declarou em entrevista ao Jornal do Commercio:
| “ | Ganhei a Bola de Prata e de melhor atacante pela CBF. Mas trocaria tudo para ser campeão pelo Náutico. Me identifiquei. | ” |

### Corinthians
Contratado pelo Corinthians em 2008, realizou sua estreia no dia 17 de janeiro, numa vitória por 3–0 contra o Guarani, válida pelo Campeonato Paulista. Depois de alguns jogos, Acosta acabou indo para a reserva da equipe. Ainda assim, deu a volta por cima e recuperou seu espaço no Timão, passando a formar dupla de ataque com o argentino Germán Herrera. O uruguaio ficou marcado por ser um jogador de grande velocidade, e naquele ano marcou gols importantes durante a Copa do Brasil. Ambos levaram o Corinthians até a final, em que Acosta balançou as redes no jogo de ida, na vitória por 3–1 contra o Sport. No entanto, o rubro-negro pernambucano venceu por 2–0 no jogo de volta e sagrou-se campeão da competição. Durante a disputa da Série B, o atacante fraturou a perna e ficou oito meses longe dos gramados. Ainda assim, fez parte do elenco que conquistou o título.
Acosta voltou a trabalhar com os companheiros em 2009, mas com o Corinthians tendo contratado atacantes como Souza, Jorge Henrique e, principalmente, Ronaldo, o atleta fez parte do time campeão do Campeonato Paulista, mas não chegou a ser utilizado pelo treinador Mano Menezes. Sem chances de atuar pelo clube paulista, com quem tinha contrato até o final do ano, o uruguaio pediu para ser liberado e o Timão atendeu.

### Retorno ao Náutico
Em maio de 2009, Acosta retornou por empréstimo ao Náutico, clube que o projetou para o Brasil. No entanto, como não conseguiu manter uma boa sequência de jogos, devido ao acúmulo de lesões sofridas, o uruguaio foi devolvido ao Corinthians em setembro.
Depois, em outubro, Acosta novamente retornou ao Náutico, mas ao final do ano, com o rebaixamento do clube pernambucano para a Série B, encerrou sua passagem pelo Timbu.

### Brasiliense
Em fevereiro de 2010 cogitou-se sua ida para o Oeste de Itápolis, mas após a indefinição na liberação por seu clube uruguaio, o Cerrito, Acosta acabou permanecendo no Uruguai, chegando a fazer parte do elenco do Defensor Sporting.
Em julho, Acosta acertou sua transferência para o Brasiliense, onde conquistou o Campeonato Brasiliense do ano seguinte.

### Central
Em fevereiro de 2012, contratado pelo Central para a disputa do Campeonato Pernambucano.

### Resende
No dia 28 de novembro de 2012, foi anunciado como novo reforço do Resende para a disputa do Campeonato Carioca de 2013.

### Santos do Amapá e União Barbarense
Em 2013 foi para o Santos do Amapá, onde foi campeão amapaense e marcou um gol na final. No mesmo ano foi para o União Barbarense, onde não foi bem e voltou para o Santos. Porém, com uma lesão grave no braço esquerdo, Acosta só retornou ao time para a disputa do Série D de 2014.

### Taboão da Serra
Pelo clube paulista atuou na Série A3, sendo o artilheiro da equipe com nove gols, e ajudando o clube a chegar às quartas de finais.

### Sabugy
Em 5 de setembro de 2019, foi apresentado pelo Sabugy para a disputa da 2ª divisão da Paraíba.

### Atlético Carioca
Na sua estreia na quarta divisão do carioca, Acosta marcou dois gols na vitória de 4–1 contra o São José, na quarta rodada da competição.

### Taguatinga
Iniciou a temporada 2020 pelo Taguatinga, do Distrito Federal, onde atuou em seis jogos e marcou dois gols.

### Barcelona de Ilhéus
Em 31 de agosto de 2020, foi anunciado pelo Barcelona de Ilhéus para a disputa da Série B do Campeonato Baiano. Após fazer dois gols, Acosta perdeu a vaga para o também veterano Magno Alves, e despediu-se do clube em 21 de novembro.

### Penarol-AM
Pelo Penarol, atuou por apenas 63 minutos divididos em três jogos, não marcou gols e ainda perdeu um pênalti, mas conquistou o Campeonato Amazonense. Rescindiu seu vínculo em março de 2021.

### Capital
Em 7 de dezembro de 2021, foi anunciado pelo Capital para a disputa do Campeonato Tocantinense de 2022.

## Vida pessoal
Alberto Martín Acosta Martinez nasceu em 13 de janeiro de 1977, em Montevidéu, capital do Uruguai. É filho de Juan Alberto Acosta, futebolista uruguaio que atuou como volante e tornou-se notório por passagens pelo Real Madrid e Atlético de Madrid. Quando tinha um ano e meio, seu pai se separou da sua mãe, abandonou a família, e Acosta foi criado apenas pela mãe em condições de pobreza. Aos doze anos, ele e a sua mãe já haviam se mudado várias vezes e vivido em diversas cidades e vilas da zona metropolitana de Montevidéu, antes de se estabelecerem em Tajo la puñalada, um dos bairros mais pobres e violentos de Montevidéu.
Aos 17 anos, Acosta enfrentou uma reviravolta significativa em sua vida ao descobrir que seria pai de gêmeas. Diante das responsabilidades financeiras e familiares, tomou a difícil decisão de interromper temporariamente sua carreira no futebol para trabalhar como feirante, garantindo o sustento de sua família. Anos depois, já estabelecido como jogador profissional, Acosta naturalizou-se brasileiro, refletindo sua identificação e vínculo com o país onde consolidou parte significativa de sua carreira. Em 2010, enfrentou outro desafio familiar: enquanto jogava pelo Cerrito, no Uruguai, sua família permaneceu no Brasil, adaptada à vida em São Paulo.
Após encerrar sua trajetória como jogador, Acosta optou por estabelecer residência em Jaboatão dos Guararapes, Brasil, onde vive com sua esposa e filhos.

## Títulos
Cerrito
- Campeonato Uruguaio - Segunda Divisão: 2003

Peñarol
- Copa Montevideo: 2006

Corinthians
- Campeonato Brasileiro - Série B: 2008
- Campeonato Paulista: 2009

Brasiliense
- Campeonato Brasiliense: 2011

Santos do Amapá
- Campeonato Amapaense: 2013, 2014, 2015 e 2019

Peñarol do Amazonas
- Campeonato Amazonense: 2020

### Prêmios individuais
Náutico
- Seleção do Campeonato Brasileiro: 2007
- Bola de Prata: 2007